# (321357) Mirzakhani
(321357) Mirzakhani est un astéroïde de la ceinture principale.

## Description
(321357) Mirzakhani est un astéroïde de la ceinture principale. Il fut découvert le 3 septembre 1994 à La Silla par Eric Walter Elst. Il présente une orbite caractérisée par un demi-grand axe de 2,45 UA, une excentricité de 0,22 et une inclinaison de 7,0° par rapport à l'écliptique.